# Julie Davico-Pahin
 (septembre 2023).
La mise en forme du texte ne suit pas les recommandations de Wikipédia : il faut le « wikifier ».
Les points d'amélioration suivants sont les cas les plus fréquents :
- Les titres sont pré-formatés par le logiciel. Ils ne sont ni en capitales, ni en gras.
- Le texte ne doit pas être écrit en capitales (les noms de famille non plus), ni en gras, ni en italique, ni en « petit »…
- Le gras n'est utilisé que pour surligner le titre de l'article dans l'introduction, une seule fois.
- L'italique est rarement utilisé : mots en langue étrangère, titres d'œuvres, noms de bateaux, etc.
- Les citations ne sont pas en italique mais en corps de texte normal. Elles sont entourées par des guillemets français : « et ».
- Les listes à puces sont à éviter, des paragraphes rédigés étant largement préférés. Les tableaux sont à réserver à la présentation de données structurées (résultats, etc.).
- Les appels de note de bas de page (petits chiffres en exposant, introduits par l'outil «  Source ») sont à placer entre la fin de phrase et le point final[comme ça].
- Les liens internes (vers d'autres articles de Wikipédia) sont à choisir avec parcimonie. Créez des liens vers des articles approfondissant le sujet. Les termes génériques sans rapport avec le sujet sont à éviter, ainsi que les répétitions de liens vers un même terme.
- Les liens externes sont à placer uniquement dans une section « Liens externes », à la fin de l'article. Ces liens sont à choisir avec parcimonie suivant les règles définies. Si un lien sert de source à l'article, son insertion dans le texte est à faire par les notes de bas de page.
- La présentation des références doit suivre les conventions bibliographiques. Il est recommandé d'utiliser les modèles {{Ouvrage}}, {{Chapitre}}, {{Article}}, {{Lien web}} et/ou {{Bibliographie}}. Le mode d'édition visuel peut mettre en forme automatiquement les références.
- Insérer une infobox (cadre d'informations à droite) n'est pas obligatoire pour parachever la mise en page.

Pour une aide détaillée, merci de consulter Aide:Wikification.
Si vous pensez que ces points ont été résolus, vous pouvez retirer ce bandeau et améliorer la mise en forme d'un autre article.
Julie Davico-Pahin, née le 18 août 1992 à Aix-en-Provence (Bouches-du-Rhône), est une entrepreneuse française, cofondatrice de l'entreprise Ombrea.

## Biographie

### Enfance et études
Julie Davico-Pahin passe son enfance dans le sud de la France, au sein d'une famille d'agriculteurs. Après une classe préparatoire littéraire aux grandes écoles et une licence de droit à l'université Panthéon-Assas elle intègre le Centre de formation des journalistes de Paris dont elle sort diplômée en 2015.[réf. nécessaire]

### Carrière professionnelle
Entre 2013 et 2015, elle est journaliste à Radio France et exerce dans les antennes locales de France Bleu Auxerre, Mou'v et France Bleu Maine. Elle est ensuite embauchée en novembre 2015 comme journaliste à Direct Matin.
En octobre 2016, elle cofonde la start-up Ombrea, qui commercialise des moyens de protection des cultures agricoles face aux aléas climatiques, tout en produisant de l'énergie renouvelable,,. Elle annonce une levée de fonds de 10 millions d'euros en 2021,.
Julie Davico-Pahin annonce l'acquisition d'Ombrea par TotalEnergies en septembre 2023,.
Elle se dit engagée pour la parité dans les entreprises technologiques.

### Autres fonctions
Julie Davico-Pahin est élue en mars 2022 présidente de la French Tech Aix-Marseille, pour un mandat de trois ans,,.
Elle est également membre du conseil d'administration du journal La Provence, et de celui de l'association 100 000 entrepreneurs.

## Prix et récompenses
- 2023 : elle figure dans le classement Choiseul 100[17].
- 2022 : elle reçoit le prix Bold Future Award de Veuve Clicquot[18].
- 2019 : elle est lauréate du prix Margaret décerné par la Journée de la femme digitale[19],[20].
- 2018 : elle est désignée chef d'entreprise prometteuse par les Femmes de l'Economie[21].

### Décoration
- Chevalier de l'ordre national du Mérite (nommée le 15 mai 2025)[22].